# Khủng hoảng nợ chính phủ Puerto Rico

Phân bổ của khoản nợ chưa thanh toán của Puerto Rico

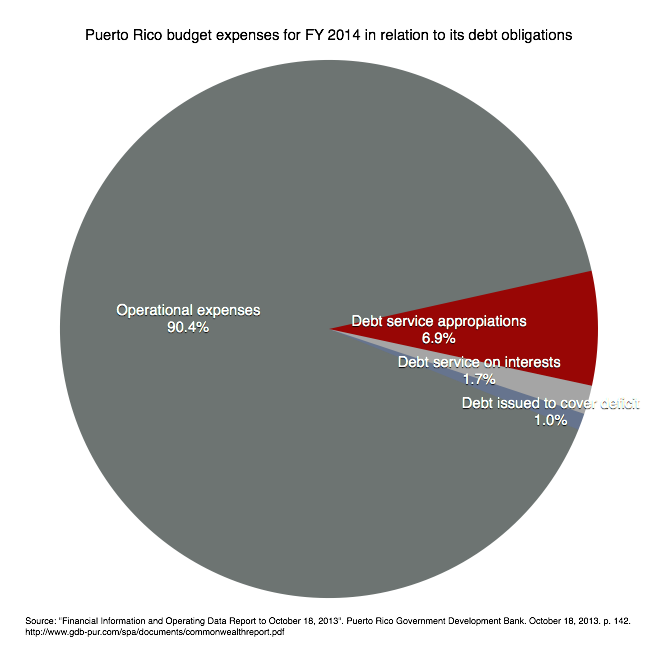
Chi phí ngân sách Puerto Rico liên quan đến nghĩa vụ nợ. Gần 9.6%—hay khoảng 1,5 tỉ USD—chi phí ngân sách trung ương của Puerto Rico cho năm tài chính 2014 được dự kiến chi cho dịch vụ nợ.

Khủng hoảng nợ Puerto Rico (Puerto Rican debt crisis) là một cuộc khủng hoảng tài chính đang diễn ra liên quan đến khoản nợ của chính phủ Puerto Rico. Hòn đảo này có khoản nợ chưa thanh toán hơn 70 tỉ USD, với tỉ lệ nợ-trên-GDP khoảng 68%. Vào tháng 2 năm 2014, nhiều cơ quan xếp hạng tín dụng của Hoa Kỳ đã hạ xếp hạng khoản nợ chính phủ đó xuống mức không đầu tư.
Cuộc khủng hoảng đã khiến chính phủ Puerto Rico áp dụng các chính sách nhằm giảm chi phí một cách quyết liệt, tăng doanh thu và thúc đẩy tăng trưởng kinh tế để có thể tài trợ tốt hơn nghĩa vụ nợ của mình. Nền kinh tế của Puerto Rico được miêu tả như là bấp bênh, yếu ớt và dễ vỡ, và trầm trọng hơn bởi sự không tin tưởng vào xã hội và khó chịu.
Vào ngày 3 tháng 8 năm 2015, Puerto Rico đã thanh toán trái phiếu trị giá 58 triệu đô la cho Công ty Tài chính Công, một công ty con của Ngân hàng Phát triển Chính phủ, trong khi các nghĩa vụ tài chính khác đã được đáp ứng.
Vào tháng 6 năm 2016, Tổng thống Barack Obama đã ký một đạo luật PROMESA, cho phép ông chỉ định một Ban giám sát kiểm soát được ngân sách của Liên bang và tái cơ cấu nợ.
Ban giám sát đã mở rộng lệnh đình chỉ các vụ kiện đòi nợ của các chủ nợ cho đến ngày 01 tháng 5 năm 2017.  Vào ngày 3 tháng 5 năm 2017, Khối thịnh vượng chung tuyên bố phá sản.